# فرد فين
فرد فين (بالإنجليزية: Fred Finn)‏ هو سياسي أمريكي، ولد في 24 أغسطس 1945. حزبياً، نشط في الحزب الديمقراطي. وقد انتخب عضو مجلس نواب واشنطن.